# Archie Goodburn
Archie Goodburn (Edimburgo, 26 de junio de 2001) es un deportista británico que compite en natación.
Ganó una medalla de plata en el Campeonato Europeo de Natación en Piscina Corta de 2023, en la prueba de 4 × 50 m estilos. A nivel júnior, obtuvo una medalla de bronce en el Campeonato Mundial de 2019, en la prueba de 50 m braza, y cuatro medallas en el Campeonato Europeo, en los años 2018 y 2019.

## Palmarés internacional
| Campeonato Europeo en Piscina Corta | Campeonato Europeo en Piscina Corta | Campeonato Europeo en Piscina Corta | Campeonato Europeo en Piscina Corta |
| Año                                 | Lugar                               | Medalla                             | Prueba                              |
| ----------------------------------- | ----------------------------------- | ----------------------------------- | ----------------------------------- |
| 2023                                | Otopeni (Rumania)                   | Medalla de plata                    | 4 × 50 m estilos                    |